# ورا زویاگینتسووا

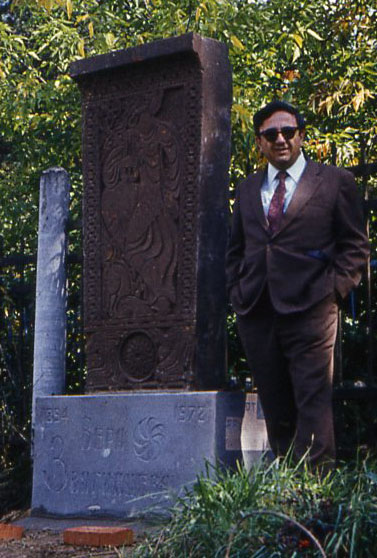
لئون مکردجیان بر مزار ورا زویاگینتسووا

ورا کلاودیئونا زویاگینتسووا (ارمنی: Վերա Կլավդիևնա Զվյագինցևա؛ روسی: Вера Клавдиевна Звягинцева زادهٔ ۳۱ اکتبر ۱۸۹۴ - درگذشته ۹ ژوئیهٔ ۱۹۷۲) شاعر، نویسنده و مترجم اهل روسیه بود.

## زندگی‌نامه
وی در ۳۱ اکتبر [سبک قدیمی: ۱۲ نوامبر] ۱۸۹۴ در مسکو به دنیا آمد . همچنین برندهٔ جوایزی همچون چهره فرهنگی شایسته ارمنستان شوروی شده‌است. وی در ۹ ژوئیهٔ ۱۹۷۲ در سن ۷۷ سالگی در مسکو درگذشت.